# Perfil Psicossiográfico Previdenciário
O Perfil Psicossioráfico Previdenciário é um documento histórico-laboral do trabalhador que reune os dados administrativos, registros ambientais e o monitoramento biológico durante o período de trabalho pelo empregador.